# Виртуальный шёлковый путь
Виртуальный Шелковый путь (англ. Virtual Silk Highway) — телекоммуникационный проект НАТО, созданный в июне 2001 года. Целью проекта является развитие Интернета в странах Закавказья и Центральной Азии: Армении, Грузии, Азербайджане, Казахстане, Киргизии, Таджикистане, Туркмении и Узбекистане. В 2005 году к проекту присоединился Афганистан.

## История создания
В июне 2001 года на заседании Научного комитета НАТО было принято решение о создании проекта «Виртуальный Шелковый путь», с помощью которого предполагалось увеличить информационный обмен между академическими сообществами стран Центральной Азии, Закавказья и Европы. На момент зарождения проекта уровень доступности информационных ресурсов в этих государства был чрезвычайно низким; имел место информационно-технологический разрыв с остальным миром, который препятствовал развитию образования и науки.  Название проекта отсылает к истории знаменитого Шелкового пути, связывавшего Восточную Азию со Средиземноморьем. Это была не просто караванная дорога для перевозки товаров, но и канал, по которому передавалась информация, происходил обмен знаниями и взаимное обогащение культур между главными регионами мира.

### Цели
Заявленными целями проекта «Виртуальный Шелковый путь» является преодоление информационно-технологической отсталости стран Центральной Азии и Закавказья, а также интеграция научных кругов стран-участниц проекта в мировое научное сообщество и стимуляция научного сотрудничества в сфере образования. Проект предлагает возможности использования дистанционного образования, включая видеоконференции для мероприятий высокого уровня. Согласно плану Научного комитета НАТО, данная инициатива предоставляет возможность для превращения всего региона в зону стабильности, безопасности и добрососедства. В то же время, она служит достижению национальных целей развития — прогресса в науке и образовании, экономике и бизнесе, а также способствует формированию демократического и технологически грамотного общества.

## Развитие

### Техническая сторона проекта
В задачи проекта входило повышение уровня компетентности научного сообщества каждого из государств- участников в сфере информационных технологий.  Для того чтобы создать виртуальный информационный канал, который мог бы объединить научные центры стран-участниц с глобальной информационной системой, инициаторы проекта планировали приобрести все необходимое техническое оборудование.  За техническое обеспечение «Виртуального Шелкового пути» на гранты НАТО взялись корпорации, производящие компьютерные системы и комплектующие к ним. Оборудование спутниковой связи было предоставлено американской компанией Kalitel, а сетевое оборудование - американской транснациональной компанией Cisco. Спутниковые тарелки и другая техника были протестированы немецким исследовательским центром DESY, а затем отправлены в каждую из стран - участниц проекта, где все оборудование было установлено в академических институтах.
Реализация проекта шла быстрыми темпами. Велась работа по пуску одновременно двух линий, используя спутник ЕвразияСат. Первая — между Гамбургом и Будапештом, где Центр по созданию перспективных сетей НАТО организовал обучение и подготовку технического персонала по программе «Устройство виртуального канала данных "Шелковый путь"». Вторая соединяла Гамбург и Ташкент. Она стала первой линией в Центральной Азии в рамках проекта. В августе 2002 года была запущена перекрестная коммутация западных и восточных лучей спутника. 20 августа в 11:00 утра по центральноевропейскому времени было налажено двухстороннее радиосообщение через ЕвразияСат между сетевым операционным центром в Гамбурге и узлом связи в Конференц-центре Центральноевропейского университета в Будапеште.

## Значение
Российские эксперты отмечают, что, помимо научных целей, проект «Виртуальный Шелковый путь» имеет также важное геостратегическое значение: его рассматриваю  как активное наступление Альянса с виртуальных позиций. С помощью телекоммуникационной сети НАТО распространяет свои информационные программы, содержание которых отвечает задачам по расширению Альянса и усилению влияния в странах Закавказья и Центральной Азии.   По словам Владимира Лукова, члена Международной ассоциации политических наук и исследовательской группы «Будущее НАТО», данный проект первоначально осуществлялся в научных целях и был призван заложить основы «современного открытого общества». В действительности, план по насыщению компьютерами стран Закавказья и Центральной Азии отвечал геополитическим интересам Североатлантического альянса и США.  Данный проект полностью вписывается в концепцию сетецентрической войны, описанную в документах Министерства обороны США . Согласно данной концепции, сетевые технологии служат главным инструментом для установления влияния в регионе, который входит в зону политических интересов США. Не случайно самым развитым направлением проекта стал «Виртуальный Шелковый путь - Афганистан». В 2010 году, когда финансирование остальных направлений уже прекратилось, правительство США предоставило Афганистану грант в размере 3,1 млн. долл. для того, чтобы обеспечить доступ к высокоскоростному Интернету, а также для расширения пропускной способности каналов. .